# NGC 6193
NGC 6193 (noto anche come C 82) è un ammasso aperto piuttosto appariscente situato nella costellazione dell'Altare; fa parte di un'associazione OB nota come Ara OB1a ed è associato alla nebulosa NGC 6188.

## Osservazione

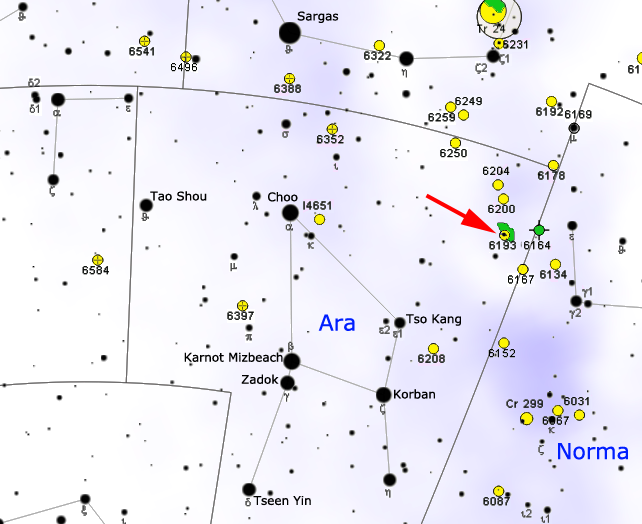
Mappa per individuare NGC 6193.

Si individua nella parte settentrionale della costellazione; la stella più vicina ben visibile a occhio nudo è ε Normae, situata circa 2 gradi a nordovest. Con un binocolo è visibile solo la caratteristica più importante, cioè la presenza di una coppia di stelle di magnitudine 5 e 6 che domina su un gruppetto di stelle di magnitudine 9 e 10; con un telescopio amatoriale è possibile risolvere completamente l'oggetto e con un riflettore di 200 mm di apertura si noterà pure che le due componenti principali sono stelle doppie. Nelle foto a lunga esposizione si evidenzia inoltre una tenue nebulosità diffusa, illuminata dall'ammasso, conosciuta con la sigla NGC 6188.
A causa della sua declinazione fortemente meridionale, quest'ammasso può essere osservato soprattutto da osservatori situati nell'emisfero australe della Terra; la sua osservazione dall'emisfero nord è possibile solo in vicinanza delle latitudini subtropicali. Il periodo migliore per la sua osservazione nel cielo serale è quello compreso fra giugno e ottobre.

## Storia delle osservazioni
NGC 6193 è stato scoperto da James Dunlop, il quale lo inserì nel suo catalogo edito nel 1827; venne in seguito riosservato da John Herschel, che lo descrisse come un ammasso di una dozzina di stelle di magnitudine compresa fra la 10 e la 11, situato vicino a una debole nebulosa molto estesa. Il New General Catalogue ne fornisce una descrizione simile, ma più stringata.

## Caratteristiche
NGC 6193 costituisce il nucleo di una brillante associazione OB nota come Ara OB1a; la sua distanza, stimata attorno ai 1300 parsec (4240 anni luce), la colloca vicino al bordo esterno del Braccio del Sagittario, in primo piano rispetto alla vicina regione di Scorpius OB1.
Le sue componenti fisiche sarebbero una sessantina, la maggior parte delle quali comprese fra le classi spettrali O, B e A; fra queste spicca HD 150135/6, la stella più luminosa dell'ammasso, costituita in realtà da un sistema doppio con componenti entrambe di classe O con un periodo orbitale di appena 2,66 giorni. La componente primaria sembra anche essere la stella più vicina al Sole a possedere la classe spettrale O3. L'età delle componenti si aggira sui 3 milioni di anni appena. Studi condotti col telescopio Chandra hanno permesso di scoprire 43 sorgenti di raggi X con una massa pari ad almeno 1 massa solare, tutte racchiuse entro un raggio di 6,8' dalla stella centrale dell'ammasso.
Numerose altre sorgenti di raggi X scoperte in questa regione possiedono anche una controparte visibile agli infrarossi e sono molto probabilmente membri effettivi dell'associazione. Sono state anche identificate 185 protostelle di Classe II, associate sia all'ammasso che alla nebulosa NGC 6188.